# Bagamér
Bagamér es un pueblo húngaro perteneciente al distrito de Nyíradony, condado de Hajdú-Bihar.

## Superficie
Cuenta con una superficie de 47,02 km².

## Demografía
Hasta 2024 la población era de 2350 habitantes, con una densidad de población de 49,97 hab/km².
| Gráfica de evolución demográfica de Bagamér entre 2020 y 2024 |
|                                                               |
| Datos según la Oficina Central de Estadística de Hungría.     |